# Sárgaarcú légy
A sárgaarcú légy (Blera) a zengőlegyek (Syrphoidea) öregcsaládjában a névadó zengőlégyfélék (Syrphidae)család herelégyfélék (Eristalinae) alcsaládjába sorolt darázszengőlégy-rokonúak (Milesiini) nemzetségének egyik neme harminc-egynéhány fajjal.

## Származása, elterjedése
Ismert fajai a Föld északi féltekéjén élnek:
- a nearktikus faunatartományban (Nearktisz) 16 faj,
- a palearktikus faunatartományban (Palearktisz) 13 faj,
- az orientális faunaterületen (a Himalájában) 3 faj.[1]

A 3 európai fajból 2:
- Blera eoa,
- Blera nitens

csak Skandináviában és a Kelet-európai síkságon fordul elő, egy:
- közönséges sárgaarcú légy (Blera fallax)

pedig általánosan elterjedt, így Magyarországon is megtalálható.

## Megjelenése, felépítése
Közepes méretű zengőlégy. Homloka és arcának alsó része erősen előrenyúlik, csupasz. A hím szeme keskenyen elválasztott. Arcdudora enyhén kiemelkedő.

## Életmódja, élőhelye
Fejlődését kevéssé ismerjük. Petéit fák kicsurgó nedvén figyelték meg, lárváit korhadó tuskóban találták.

## Ismert fajok
- Blera ambigua (Shiraki, 1968)
- Blera analis (Macquart, 1842)
- Blera armillata (Osten Sacken, 1875)
- Blera badia (Walker, 1849)
- Blera chillcotti Thompson, 2012
- Blera confusa Johnson, 1913
- Blera eoa (Stackelberg, 1928)
- Blera equimacula Huo, Ren & Zheng, 2007
- Blera fallax (Linnaeus, 1758)
- Blera ferdinandi (Hervé-Bazin, 1914)
- Blera flukei (Curran, 1953)
- Blera garretti (Curran, 1924)
- Blera himalaya Thompson, 2000
- Blera humeralis (Williston, 1882)
- Blera japonica (Shiraki, 1930)
- Blera johnsoni (Coquillett, 1894)
- Blera kyotoensis (Shiraki, 1952)
- Blera lonigseta Barkalov & Cheng, 2011
- Blera metcalfi (Curran, 1925)
- Blera nigra (Williston, 1887)
- Blera nigrescens Shiraki, 1968
- Blera nigripes (Curran, 1925)
- Blera nitens (Stackelberg, 1923)
- Blera notata (Wiedemann, 1830)
- Blera ochrozona (Stackelberg, 1928)
- Blera pictipes (Bigot, 1884)
- Blera robusta (Curran, 1922)
- Blera scitula (Williston, 1887)
- Blera shirakii Barkalov & Mutin, 1991
- Blera umbratilis (Williston, 1887)
- Blera violovitshi Mutin, 1991
- Blera yudini Barkalov, 1991

## Fordítás
Ez a szócikk részben vagy egészben  a   Blera (fly) című angol Wikipédia-szócikk ezen változatának fordításán alapul.  Az eredeti cikk szerkesztőit annak laptörténete sorolja fel. Ez a jelzés csupán a megfogalmazás eredetét és a szerzői jogokat jelzi, nem szolgál a cikkben szereplő információk forrásmegjelöléseként.